# Aeronave a vapor
Aeronave a vapor é uma aeronave impulsionada por um motor a vapor. Aeronaves a vapor eram dispositivos incomuns devido à dificuldade em produzir um motor com relação peso-potência suficiente para ser prático. São distintos dos dirigíveis térmicos uma vez que, como os balões de ar quente, estes usam gás aquecido como seu gás de sustentação. As tentativas de aeronaves a vapor antecedem o primeiro voo bem sucedido, mas não foram bem sucedidas até que aeronaves com motores de combustão interna já estivessem estabelecidas.

## Cronologia
- 1842: A Aerial steam carriage de William Samuel Henson e John Stringfellow foi patenteado, mas nunca foi bem sucedido, embora um modelo movido a vapor teria voado em 1848.
- 1852: Henri Giffard voou um dirigível movido a vapor de 3 CV sobre Paris; foi a primeira aeronave motorizada.
- 1861: Gustave de Ponton d'Amécourt fez um pequeno veículo a vapor, cunhando o nome Chère hélice.[2]
- 1874: Félix du Temple voou um monoplano de alumínio movido a vapor numa descida. Embora não tenha alcançado o nível de voo, foi o primeiro voo tripulado mais pesado que o ar.
- 1877: Enrico Forlanini construiu e pilotou um modelo de helicóptero movido a vapor em Milão.
- 1882: Alexander Mozhaysky construiu um avião movido a vapor, mas não conseguiu um voo sustentado. O motor do avião está no Museu Central da Força Aérea em Monino, Moscou.

Ader Avion III de Clément Ader, 1890.

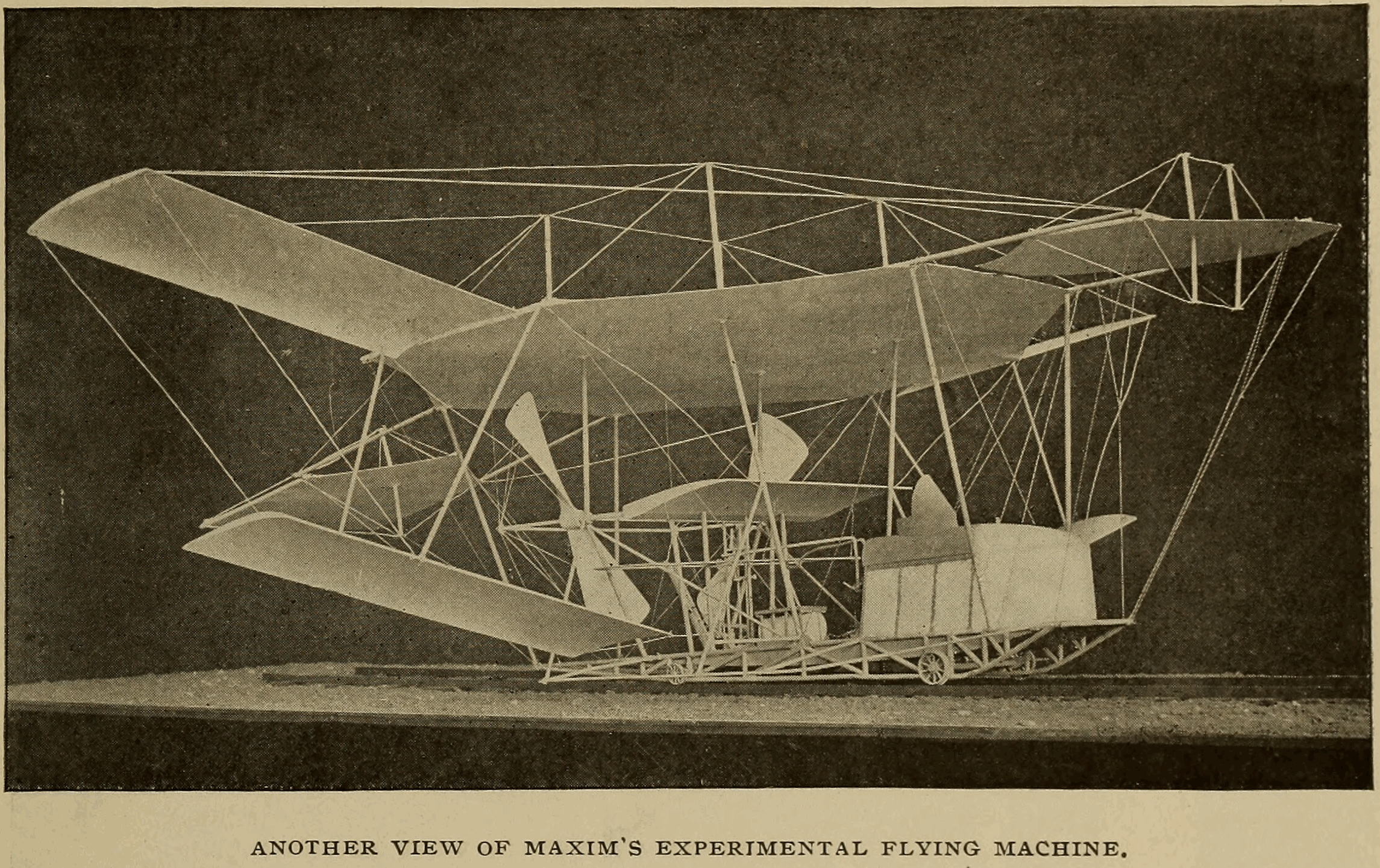
"Máquina voadora" de Hiram Maxim.

- 1890: Clément Ader construiu um monoplano movido a vapor, com asas de morcego, chamado Ader Éole. Ader voou em 9 de outubro de 1890, a uma distância de 50 metros, mas o motor era inadequado para voo sustentado e controlado. Seu voo provou que um voo mais pesado do que o ar era possível. Ader fez pelo menos mais três tentativas, as duas últimas em 12 e 14 de outubro de 1897 para o Ministério da Guerra francês. Há controvérsia sobre se ele alcançou ou não voo controlado. Ader não obteve financiamento para seu projeto, e isso aponta para sua provável falha.[3]

- 1894: Sir Hiram Maxim (inventor da metralhadora Maxim) construiu e testou um grande veículo montado sobre trilhos, movido a vapor, com uma massa de 3,5 toneladas e uma envergadura de 34 metros para medir a elevação produzida por diferentes configurações de asas. A máquina inesperadamente gerou elevação e impulso suficientes para se libertar da pista de teste e voar, mas nunca foi destinado a ser operado como uma aeronave pilotada e assim caiu quase imediatamente devido à sua falta de controles de voo.
- 1896: Samuel Pierpont Langley pilotou com sucesso modelos movidos a vapor.[4]
- 1897: O Flugan de Carl Richard Nyberg, que desenvolveu aeronaves movidas a vapor durante um período de 1897 a 1922, mas nunca alcançaram mais do que alguns saltos curtos.
- 1899: Gustave Whitehead construiu, e supostamente teria voado, um avião movido a vapor em Pittsburgh, Pensilvânia. O passageiro Louis Darvarich ficou ferido quando o avião caiu em um andar superior de um prédio de apartamentos. Whitehead mais tarde alegou ter pilotado um avião a vapor em Hartford, Connecticut, e ter sido visitado por um dos irmãos Wright bem antes de 1903.[5] Os principais historiadores da aviação permanecem descrentes das reivindicações whitehead. Os voos nunca foram verificados satisfatoriamente; não há fotografias, notícias ou outros meios de comunicação de 1899 para confirmá-las. Da mesma forma, a suposta visita dos irmãos Wright a Whitehead é apócrifa; além de depoimentos tomados mais de trinta anos após o fato, não há evidências de que a visita tenha acontecido.[6]
- 1902: Lyman Gilmore alegou em 1927 ter pilotado uma aeronave movida a vapor em 15 de maio de 1902. O voo não foi confirmado.[7]
- 1920: O Bristol Tramp seria para ter sido um avião movido a vapor, mas a turbina era super-alimentada, e a construção de um circuito confiável de caldeira e condensador era problemática.
- 1931: Harry Crossland Pfaff de Chicago projetou e fez uma aeronave movida a vapor. Seria testada pelo aviador Clyde Pangborn. Não há registro do voo sendo feito.[8]
- 1933: O protótipo biplano a vapor de George D. Besler e William J. Besler, baseado em um Travel Air 2000, voou várias vezes no aeroporto de Oakland. Foi alimentado por um motor em V de dupla expansão de 2 cilindros, com , 150 cv (110 kW), pesando cerca de 230 kg, projetado pela Doble Steam Motors Company e Besler.[9][10] e era capaz de operar em STOL devido à facilidade de reverter a hélice.[11][12] Vários outros trabalhavam em voo movido a vapor no momento. Harold C. Johnson, de Akron, Ohio, tinha feito um motor a vapor de 66 kg para uma aeronave no outono de 1932. A Great Lakes Aircraft Company de Cleveland, Ohio, estava trabalhando em um biplano movido a vapor. Um mecânico de Paris desenvolveu um motor leve movido a vapor para aeronaves. Engenheiros suecos de turbinas a vapor estavam trabalhando em um motor de aeronave, e G. A. Raffaelli, um engenheiro aeronáutico italiano, publicou um artigo em 1931 em um motor movido a vapor para voo estratosférico.[9][13]
- 1934: Os jornais da época relataram uma aeronave movida a vapor projetada por um Sr. Huettner, engenheiro-chefe da Klingenberg Electric Works em Berlim, que usava caldeira giratória combinada com uma turbina a vapor. Foi relatado que o avião tem uma velocidade de projeto de 420 km/h e ser capaz de 60 a 70 horas de voo sem escalas.[14] O repórter de Berlim do jornal tcheco Prager Tagblatt, que escreveu o artigo, foi preso, e não mais foi ouvido falar do projeto.[15]
- 1938: Uma empresa britânica, Aero Turbines Limited, projetou um motor de turbina a vapor semelhante ao da Huettner.[16] A empresa deixou de existir em 1948.[17]
- 1944: Uma versão movida a vapor do Messerschmitt Me 264 "Amerika Bomber" foi proposto, mas nunca construído. Ele deveria ser alimentado por uma turbina a vapor de mais de 6.000 CV de potência (4.500 kW) enquanto dirigia uma hélice de 5,3 m de diâmetro. O combustível teria sido uma mistura de carvão em pó e petróleo. Parece que as turbinas a vapor teriam um consumo de combustível específico do freio de 190 gr/hp/hr. As principais vantagens deste gerador de potência foram consideradas como sendo que ela produzia energia consistente em todas as altitudes e exigia baixa manutenção.[18]
- Anos 1960: Desenhos conceituais foram feitos para Don Johnson da Thermodynamic Systems Inc., Newport Beach, Califórnia, de um motor a vapor a ser instalado em um helicóptero Schweizer S300. O motor a vapor era um unifluxo cilíndrico compacto de dupla ação (semelhante no layout do motor Dyna-Cam Aero), mas nenhum protótipo foi feito pela Controlled Steam Dynamics, Inc.[19]

| |                                          |                                                                            |
| Aerial steam carriage ("carruagem aérea a vapor", William Samuel Henson & John Stringfellow, 1842). | Chère hélice (Gustave d'Amécourt, 1861). | Funcionamento do motor a vapor do dirigível Giffard (Henri Giffard, 1852). |